# كريس كليمنتس (لاعب كرة قدم)
كريس كليمنتس (بالإنجليزية: Chris Clements)‏ (2 مارس 1987 بألين في الولايات المتحدة - ) هو لاعب كرة قدم أمريكي في مركز الدفاع. لعب مع Minnesota Thunder ‏ وMinnesota United FC (2010–2016) ‏.

## وصلات خارجية
- كريس كليمنتس على موقع قاعدة بيانات كرة القدم.إي يو (الإنجليزية)